# Stimmkreis Bad Kissingen
Der Stimmkreis Bad Kissingen ist einer von rund 90 Stimmkreisen bei Wahlen zum Bayerischen Landtag und zu den Bezirkstagen sowie bei Volksentscheiden. Er gehört zum Wahlkreis Unterfranken.
Mindestens seit der Landtagswahl 2008 umfasst er den Landkreis Bad Kissingen sowie die Städte Bischofsheim a.d.Rhön, Fladungen und Ostheim v.d.Rhön sowie die Gemeinden Hausen, Nordheim v.d.Rhön, Oberelsbach, Sandberg, Sondheim v.d.Rhön und  Willmars des Landkreises Rhön-Grabfeld. Die übrigen Gemeinden dieses Landkreises liegen im Stimmkreis Haßberge, Rhön-Grabfeld.

## Landtagswahl 2023
Zur Landtagswahl 2023 traten folgende Parteien und Direktkandidaten im Stimmkreis Bad Kissingen an und erzielten folgende Ergebnisse:
| Nr. | Direktkandidat    | Partei       | Erststimmen in % | Gesamtstimmen in % |
| --- | ----------------- | ------------ | ---------------- | ------------------ |
| 1   | Sandro Kirchner   | CSU          | 51,1             | 48,4               |
| 2   | Mark Decker       | GRÜNE        | 8,0              | 8,5                |
| 3   | Matthias Kleren   | Freie Wähler | 11,6             | 12,1               |
| 4   | Holger Engel      | AfD          | 17,2             | 17,7               |
| 5   | René van Eckert   | SPD          | 5,5              | 6,1                |
| 6   | Maximilian Hümmer | FDP          | 2,1              | 2,1                |
| 7   | Bianca Hümpfner   | LINKE        | 2,1              | 1,8                |
| 8   | Franz Sadlo       | BP           | 0,8              | 0,8                |
| 9   | Michaela Reinhard | ÖDP          | 1,6              | 1,9                |
| 10  | -                 | dieBasis     | -                | 0,5                |

## Landtagswahl 2018
Im Stimmkreis waren insgesamt 98.551 Einwohner wahlberechtigt. Die Landtagswahl am 14. Oktober 2018 hatte folgendes Ergebnis:
| Direktkandidat                    | Partei           | Erststimmen in % | Gesamtstimmen in % | Veränderung der Gesamtstimmen im Vergleich zur Landtagswahl 2013 in % |
| --------------------------------- | ---------------- | ---------------- | ------------------ | --------------------------------------------------------------------- |
| Sandro Kirchner                   | CSU              | 49,5             | 49,8               | − 7,0                                                                 |
| Norbert Schaub                    | SPD              | 7,9              | 7,7                | − 9,4                                                                 |
| Matthias Kleren                   | Freie Wähler     | 9,4              | 8,7                | + 1,2                                                                 |
| Yatin Shah                        | GRÜNE            | 11,5             | 11,4               | + 6,1                                                                 |
| Hans-Joachim Hofstetter           | FDP              | 4,2              | 3,8                | + 0,8                                                                 |
| Christian Hänsch                  | LINKE            | 3,8              | 3,6                | + 0,7                                                                 |
| Franz Sadlo                       | BP               | 0,9              | 0,8                | − 0,2                                                                 |
| Michaela Reinhard                 | ÖDP              | 1,0              | 0,9                | − 0,3                                                                 |
| -                                 | PIRATEN          | -                | 0,3                | − 1,6                                                                 |
| Christiane Freifrau von Thüringen | Die Franken      | 1,3              | 1,4                | + 0,1                                                                 |
| Freia Lippold-Eggen               | AfD              | 10,4             | 10,5               | + 10,4                                                                |
| -                                 | mut              | -                | 0,3                | + 0,3                                                                 |
| -                                 | Die Partei       | -                | 0,3                | + 0,3                                                                 |
| -                                 | Tierschutzpartei | -                | 0,4                | + 0,4                                                                 |
| -                                 | V-Partei³        | -                | 0,1                | + 0,1                                                                 |

## Landtagswahl 2013
Die Wahlbeteiligung der 100.067 Wahlberechtigten im Stimmkreis betrug 64,8 Prozent, bei einem Landesdurchschnitt von 63,9 Prozent war dies Rang 31 unter den 90 Stimmkreisen. Das Direktmandat ging an Sandro Kirchner (CSU).
| Direktkandidat          | Partei       | Erststimmen | Gesamtstimmen | Gesamtstimmen ggü. Bayern (%p) | Gesamtstimmen ggü. 2008 (%p) |
| ----------------------- | ------------ | ----------- | ------------- | ------------------------------ | ---------------------------- |
| Sandro Kirchner         | CSU          | 54,4 %      | 56,8 %        | +9,1 %                         | +5,0 %                       |
| Robert Römmelt          | SPD          | 19,1 %      | 17,0 %        | −3,6 %                         | +2,3 %                       |
| Reimar Glückler         | FREIE WÄHLER | 8,5 %       | 7,5 %         | −1,5 %                         | −1,5 %                       |
| Eva Pumpurs             | GRÜNE        | 5,0 %       | 5,3 %         | −3,3 %                         | −1,7 %                       |
| Hans-Joachim Hofstetter | FDP          | 3,2 %       | 3,0 %         | −0,3 %                         | −3,2 %                       |
| Werner Reutlinger       | DIE LINKE    | 3,1 %       | 2,9 %         | +0,8 %                         | −3,1 %                       |
| Monika Wick             | ÖDP          | 1,4 %       | 1,2 %         | −0,8 %                         | −0,4 %                       |
| Michael Künzel          | REP          | 1,8 %       | 1,9 %         | +0,9 %                         | −0,2 %                       |
| Günter Groß             | BP           | 1,4 %       | 1,1 %         | −1,0 %                         | +1,0 %                       |
| Kein Direktkandidat     | DIE FRANKEN  | X           | 1,3 %         | X                              | X                            |
| Waldemar Nebolsin       | PIRATEN      | 2,0 %       | 1,9 %         | −0,1 %                         | X                            |

## Landtagswahl 2008
Wahlberechtigt waren bei der Landtagswahl 2008 101.304 Einwohner. Die Wahlbeteiligung betrug 59,1 %. Die Wahl hatte folgendes Ergebnis:
| Direktkandidat    | Partei                | Erststimmen in % | Gesamtstimmen in % | Veränderung der Gesamtstimmen im Vergleich zur Landtagswahl 2003 in % |
| ----------------- | --------------------- | ---------------- | ------------------ | --------------------------------------------------------------------- |
| Robert Kiesel     | CSU                   | 49,1             | 51,8               | - 17,9                                                                |
| Sabine Dittmar    | SPD                   | 17,3             | 14,7               | + 1,7                                                                 |
| Norbert Schmäling | Bündnis 90/Die Grünen | 7,3              | 7,0                | + 1,1                                                                 |
| Eugen Albert      | Freie Wähler          | 9,7              | 9,0                | + 6,0                                                                 |
| Egon Stumpf       | FDP                   | 5,6              | 6,2                | + 3,9                                                                 |
| Alfred Markert    | REP                   | 2,0              | 2,1                | - 1,4                                                                 |
| Thomas Reinhard   | ödp                   | 1,6              | 1,6                | - 0,5                                                                 |
| -                 | BP                    | -                | 0,1                | + 0,1                                                                 |
| Stefan Bannert    | Die Linke             | 6,1              | 6,0                | + 6,0                                                                 |
| Peter Scheit      | NPD                   | 1,4              | 1,3                | + 1,3                                                                 |
| -                 | RRP                   | -                | 0,3                | + 0,3                                                                 |